# Jonas K.
Jonas K. († 29. Juli 2017 bei Munster) war ein Soldat der Bundeswehr. Er kollabierte am 19. Juli 2017 nach einem Übungsmarsch seines Zuges im Rahmen des Offizieranwärterlehrgangs und starb zehn Tage darauf. Sein Tod löste eine Debatte um unangemessene Praktiken der Grundausbildung in der Bundeswehr aus, die ankündigte, ihre Ausbildungsstrukturen in allen Teilstreitkräften zu untersuchen.

## Leben
Jonas K. nahm als Offizieranwärter (OA) an einem entsprechenden Lehrgang am Ausbildungszentrum Munster teil. Jonas K. hatte einen Body-Mass-Index von über 31, war also stark übergewichtig und litt an Asthma. Dies wurde durch den Untersuchungsbericht nach seinem Tod bekannt.

## Tod
Der 19. Juli 2017 war ein Tag mit durchschnittlichen Temperaturen in Munster. Die Spitzenwerte lagen bei 28 Grad und im Mittel um die 20 Grad. Bei einem Ausbildungsmarsch wurden Jonas K. und weitere Rekruten zurück in die Kaserne geschickt, um ihr Marschgepäck neu zu packen. Ausgerüstet mit Helm und Gepäck brachen Jonas K. und drei weitere junge Rekruten auf dem Rückweg zusammen. Sie mussten intensivmedizinisch behandelt werden. Jonas K. verstarb am 29. Juli 2017, zehn Tage nach dem Kollaps, im Krankenhaus an einem multiplen Organversagen. Die Bundeswehr gab als Todesursache Hitzschlag an. Laut Obduktionsbericht geht sein Tod auf ein Multiorganversagen im Zusammenhang mit einer Blutvergiftung zurück. Ein weiterer Kamerad von Jonas K. war noch lange in einem kritischen Zustand.

## Untersuchung
Die Staatsanwaltschaft Lüneburg nahm Ermittlungen auf. Ein Teilgutachten der rechtsmedizinischen Untersuchung zeigte, dass Drogen oder andere Substanzen nicht der Grund für den Tod von Jonas K. waren. Anfang März 2018 wurde das gesamte rechtsmedizinische Gutachten zu dem Fall bekannt. Demnach hätten die Ausbilder des Heeres den Tod des Soldaten K. verhindern können, wenn sie sich an die geltenden Regeln der Bundeswehr und ihre Fürsorgepflicht gehalten hätten. Die Rechtsmediziner des Universitätsklinikums Hamburg-Eppendorf (UKE) stuften laut dem Gutachten den Tod von Jonas K. und die Hitzschläge bei mehreren seiner Kameraden als vermeidbar ein. Laut Spiegel sollte ein Verfahren wegen fahrlässiger Tötung gegen die Ausbilder eröffnet werden.
Das Heer untersuchte den Fall intern. In einem vorläufigen Bericht listet die Bundeswehr „nicht sachgerechte“ Entscheidungen auf, die zum Zusammenbruch der OAs geführt haben könnten. Es waren gleichzeitig mehrere Vorgesetzte im Urlaub. Der Übungsmarsch sei zudem eine für den Beginn der Soldatenausbildung ungewöhnlich hohe körperliche Belastung gewesen. „Der am Ausbildungstag getragene Anzug mit der Feldjacke über der Splitterschutzweste“ sei „Leistungsstand und Witterung nicht angepasst“ gewesen, jedoch dennoch von den Vorgesetzten angeordnet worden. Der verstorbene Soldat Jonas K. hatte dem Bericht zufolge einen Body-Mass-Index von über 31, war also stark übergewichtig und litt an Asthma.
Das Heer legte im Februar 2018 einen 42-seitigen Untersuchungsbericht vor. Die Soldaten hatten laut dem Bericht zwar zu viel Marschgepäck bei sich, weswegen die Bundeswehr Fehler einräumte. Die Ursache für den Tod von Jonas K. sowie den Kollaps von drei weiteren Soldaten sei dies aber nicht gewesen. In dem Bericht heißt es laut tagesschau.de: „Die Ursachen, die zum Tode des Offizieranwärters (OA) und zu den schwerwiegenden Erkrankungen von drei weiteren Soldaten führten, konnten bislang nicht vollständig aufgeklärt werden“. Eine eindeutige Ursache für die Häufung von Hitzeschlägen am 19. Juli 2017 habe man nicht finden können. Von „ungünstiger Verkettung von Umständen und Faktoren“ ist in dem Bericht die Rede.

## Kritik
Der Wehrbeauftragte des Bundestages Hans-Peter Bartels kritisierte nach Vorlage des Berichts, dass die genaue Todesursache immer noch unklar sei. Sie müsse dringend ermittelt werden.